# Rakovac (Pale)
Rakovac är ett samhälle i Bosnien och Hercegovina. Det ligger i entiteten Republika Srpska, i den sydöstra delen av landet, 18 km öster om huvudstaden Sarajevo. Rakovac ligger 958 meter över havet och antalet invånare är 917.
Terrängen runt Rakovac är huvudsakligen kuperad, men den allra närmaste omgivningen är platt. Runt Rakovac är det ganska tätbefolkat, med 67 invånare per kvadratkilometer.. Närmaste större samhälle är Sarajevo, 18,0 km väster om Rakovac.
I omgivningarna runt Rakovac växer i huvudsak blandskog.